# Royal Rumble (1991)
Royal Rumble (1991) – czwarta edycja corocznej gali pay-per-view Royal Rumble, która została wyprodukowana przez World Wrestling Federation. Miała miejsce 19 stycznia 1991 w Miami Arenie w Miami na Florydzie.
Walką wieczoru był 1991 Royal Rumble match wygrany przez Hulka Hogana, który wyeliminował Earthquake’a jako ostatniego. W karcie walk znalazły się również walki takie jak The Ultimate Warrior kontra Sgt. Slaughter o WWF World Heavyweight Championship, Ted DiBiase i Virgil kontra Dusty Rhodes i Dustin Rhodes, a także The Mountie kontra Koko B. Ware.

## Przygotowania do gali
Royal Rumble oferowało walki profesjonalnego wrestlingu z udziałem różnych wrestlerów z istniejących oskryptowanych rywalizacji i storyline'ów, które były kreowane na tygodniówkach WWF – Superstars, Wrestling Challenge i Prime Time Wrestling. Wrestlerzy byli przedstawiani jako heele (negatywni, źli zawodnicy i najczęściej wrogowie publiki) i face'owie (pozytywni, dobrzy i najczęściej ulubieńcy publiki), gdzie rywalizowali pomiędzy sobą w seriach walk mających w budować napięcie, kulminując w decydującą walkę wrestlerską lub ich serię.
Na gali odbył się coroczny Royal Rumble match, w którym wzięło udział 30 wrestlerów, a walka się kończyła, kiedy w ringu pozostała jedna osoba, zaś 29 innych zostało wyeliminowanych poprzez wyrzucenie z ringu nad górną liną i dotknięcie obiema stopami podłogi.
W głównej rywalizacji zmierzającej na Royal Rumble brali udział WWF World Heavyweight Champion The Ultimate Warrior, który był mistrzem od czasu pokonania Hulka Hogana na WrestleManii VI 1 kwietnia 1990, a Sgt. Slaughterem, który wrócił do WWF w 1990 i stał się heelowym sympatykiem rządu Iraku. Ich rywalizacja zaczęła się budować, kiedy Stany Zjednoczone zaangażowały się w Wojnie w Zatoce Perskiej (która stała się Operacją "Pustynna Burza" 17 stycznia, dwa dni przed Royal Rumble). Podczas ich podbudowy, Slaughter i jego menadżer General Adnan, wygłaszali anty-amerykańskie proma aby podbudować swoją heelową postać; pewnego razu, Slaughter otworzył prezent, w którym znajdowała się para butów, a rzekomo dostał je od dyktatora Iraku Saddama Hussiena. W międzyczasie, Randy Savage wzywał Warriora do walk o tytuł, na które mistrz odpowiadał i wygrywał.

## Gala

### Walki wieczoru
Najważniejszym momentem w walce pomiędzy Tedem DiBiasem i Virgilem, a Dustym i jego synem Dustinem Rhodesem było odejście Virgila od DiBiasego. Przez kilka poprzednich tygodni następował wzrost napięcia pomiędzy tą dwójką − po walce, Virgil zaatakował DiBiasego w głowę jego tytułem Million Dollar Championship, przechodząc faceturn. DiBiase przez całą walkę przedrzeźniał Virgila, a w pewnym momencie go zaatakował i wyrzucił z ringu podczas gdy dominował nad drużyną Rhodes. DiBiase ostatecznie przypiął Dusty'ego za pomocą roll-upa i wygrał walkę.
Przed walką Warrior-Slaughter na Royal Rumble, Sensational Sherri (menadżerka Savage’a) próbowała uwieść Warriora by ten dał title shota Savage'owi. Warrior odmówił, wkurzając tym samym "Macho Kinga". Podczas walki, Warrior z łatwością odpierał podwójne ataki ze strony Adnana i Slaughtera, przy czym w pewnym momencie Adnan przypadkowo wbiegł w Slaughtera i włożył mu do ust flagę Iraku. Kiedy Warrior próbował zakończyć walki, Sherri zainterweniowała i złapała nogę Warriora; Warrior zaczął gonić Sherri, lecz w pobliżu znalazł się Savage i go zaatakował. Slaughter w międzyczasie zwracał uwagę sędziego. Po kilku minutach zwiększenia przewagi na rzecz Slaughtera, Warrior odzyskał siły i chciał wykonać mu gorilla press slam. Jednakże, Warrior złapał Sherri (która wróciła obok ringu) i wykonał jej ten ruch wprost na Savage’a, który również wrócił w okolice ringu. Slaughter to wykorzystał i wymierzył atak kolanem w plecy, zaś Savage zaatakował rywala swym berłem, pozwalając Slaughterowi na przypięcie mistrza. Po walce, kiedy Warrior się otrząsnął, wrócił na backstage w pogoni za Savage'em.
Royal Rumble było kontynuacją trwającego feudu pomiędzy Hulkiem Hoganem i Earthquakem, który rozpoczął się w połowie 1990, kiedy Earthquake zaatakował kontuzjowanego Hogana podczas "The Brother Love Show". Hogan i Earthquake byli ostatnimi członkami w Royal Rumble matchu, przy czym Hogan wyeliminował Earthquake’a wygrywając pojedynek.
Podczas nadawania pay-per-view uwzględniono nagrane wcześniej komentarze fanów poza areną, którzy życzyli żołnierzom Stanów Zjednoczonych szybkiego i bezpiecznego powrotu ze Środkowego Wschodu, a także ogłoszono, że Hogan wybierze się do baz wojskowych wokół kraju by wesprzeć żołnierzy.

## Wydarzenia po gali
Po utraceniu swojego WWF World Heavyweight Championship, Warrior skupił się na zemście przeciwko Savage'owi, gdzie po raz pierwszy zmierzyli się ze sobą w steel cage matchu 21 stycznia w Madison Square Garden w Nowym Jorku, który Savage wygrał (z pomocą Sensational Sherri). Warrior był niesamowicie wkurzony i po walce zaatakował Sherri i wykonał jej slam w ringu. W międzyczasie, Warrior nie był w stanie odzyskać tytułu, przegrywając serie steel cage matchów ze Slaughterem, głównie poprzez interwencje ze strony Sherri. Warrior i Savage zgodzili się na "career vs. career match" na WrestleManii VII, który Warrior wygrał.
Hogan stał się 1. pretendentem do tytułu WWF World Heavyweight Championship należącego do Slaughtera. Podczas proma, które miało miejsce po walce Slaughter-Warrior, Gene Okerlund "dotrzymał słowa", że Slaughter zbezcześcił Amerykańską flagę, więc Hogan obiecał, że panowanie Slaughtera jako WWF World Heavyweight Champion będzie krótkie. Na WrestleManii VII, Hogan pokonał Slaughtera stając się WWF World Heavyweight Championem po raz trzeci. Przed WrestleManią VII, Hogan pokonywał Earthquake’a w seriach stretcher matchów, ostatecznie kończąc ich rywalizację.

## Wyniki walk
| Nr                                                                                    | Wyniki                                                                                                  | Stypulacje                       | Czas    |
| ------------------------------------------------------------------------------------- | --- | -------------------------------- | ------- |
| 1D                                                                                    | Jerry Sags pokonał Sama Houstona                                                                        | Singles match                    | 05:25   |
| 2                                                                                     | The Rockers (Marty Jannetty i Shawn Michaels) pokonali The Orient Express (Tanakę i Kato) (w/ Mr. Fuji) | Tag team match                   | 19:15   |
| 3                                                                                     | Big Boss Man pokonał The Barbariana (w/ Bobby Heenan)                                                   | Singles match                    | 14:15   |
| 4                                                                                     | Sgt. Slaughter (w/ General Adnan) pokonał The Ultimate Warriora (c)                                     | Singles match o WWF Championship | 12:47   |
| 5                                                                                     | The Mountie (w/ Jimmy Hart) pokonał Koko B. Ware’a                                                      | Singles match                    | 09:12   |
| 6                                                                                     | Ted DiBiase i Virgil pokonali Dusty'ego i Dustina Rhodesa                                               | Tag team match                   | 09:57   |
| 7                                                                                     | Hulk Hogan wygrał eliminując jako ostatniego Earthquake’a                                               | Royal Rumble match               | 1:05:17 |
| (c) – mistrz/mistrzyni przed walkąD – walka była dark matchem (nietransmitowana w TV) | |                                  |         |

### Udziały i eliminacje w Royal Rumble matchu
Nowy wrestler wchodził do ringu co około 2 minuty.
| Nr. wejściowy | Uczestnik         | Nr. eliminacji | Wyeliminowany przez           | Czas  |
| ------------- | ----------------- | -------------- | ----------------------------- | ----- |
| 1             | Bret Hart         | 4              | The Undertakera               | 20:33 |
| 2             | Dino Bravo        | 1              | Grega Valentine’a             | 03:06 |
| 3             | Greg Valentine    | 15             | Hulka Hogana                  | 44:03 |
| 4             | Paul Roma         | 3              | Jake’a Robertsa               | 14:05 |
| 5             | The Texas Tornado | 7              | The Undertakera               | 24:17 |
| 6             | Rick Martel       | 26             | Davey Boy Smitha              | 52:17 |
| 7             | Saba Simba        | 2              | Ricka Martela                 | 02:27 |
| 8             | Bushwhacker Butch | 5              | The Undertakera               | 10:07 |
| 9             | Jake Roberts      | 6              | Ricka Martela                 | 12:58 |
| 10            | Hercules          | 18             | Briana Knobbsa                | 37:36 |
| 11            | Tito Santana      | 16             | Earthquake’a                  | 30:23 |
| 12            | The Undertaker    | 10             | Hawka i Animala               | 14:16 |
| 13            | Jimmy Snuka       | 8              | Hawka                         | 08:06 |
| 14            | Davey Boy Smith   | 27             | Earthquake’a i Briana Knobbsa | 36:43 |
| 15            | Smash             | 14             | Hulka Hogana                  | 18:22 |
| 16            | Hawk              | 11             | Ricka Martela i Herculesa     | 06:37 |
| 17            | Shane Douglas     | 21             | Briana Knobbsa                | 26:23 |
| 18            | Randy Savage      | 9              | Nie pojawił się w walce       | 00:00 |
| 19            | Animal            | 12             | Earthquake’a                  | 06:39 |
| 20            | Crush             | 19             | Hulka Hogana                  | 18:34 |
| 21            | Jim Duggan        | 13             | Mr. Perfecta                  | 04:44 |
| 22            | Earthquake        | 29             | Hulka Hogana                  | 24:42 |
| 23            | Mr. Perfect       | 23             | Davey Boy Smitha              | 16:14 |
| 24            | Hulk Hogan        | -              | Zwycięzca                     | 19:55 |
| 25            | Haku              | 25             | Davey Boy Smitha              | 13:24 |
| 26            | Jim Neidhart      | 24             | Ricka Martela                 | 11:11 |
| 27            | Bushwhacker Luke  | 17             | Earthquake’a                  | 00:04 |
| 28            | Brian Knobbs      | 28             | Hulka Hogana                  | 10:07 |
| 29            | The Warlord       | 20             | Hulka Hogana                  | 01:35 |
| 30            | Tugboat           | 22             | Hulka Hogana                  | 02:32 |

- Hulk Hogan stał się pierwszą osobą, która wygrała Royal Rumble match dwa razy.

- Rick Martel ustanowił nowy rekord długości pobytu w ringu, który wynosił 52:17.